# Kareda kommun
Kareda vald är en kommun i Estland.   Den ligger i landskapet Järvamaa, i den centrala delen av landet, 80 km sydost om huvudstaden Tallinn.
Följande samhällen finns i Kareda vald:
- Peetri
- Müüsleri